# Иллинский, Тимофей Степанович
Тимофей Степанович Иллинский (1820—1867) — российский врач-патологоанатом, доктор медицины, профессор Императорской медико-хирургической академии.

## Биография
Родился в Черниговской губернии.
По окончании Черниговской духовной семинарии в 1839 году поступил в Санкт-Петербургскую медико-хирургическую академию, из которой был выпущен в 1844 году. 
В 1849 году защитил диссертацию «De mania» и получил степень доктора медицины. С 1853 года стал читать лекции на кафедре анатомии медицинского факультета Харьковского университета; в 1856 году командирован за границу и по возвращении в 1859 году был избран профессором патологической анатомии в Санкт-Петербургской медико-хирургической академии; с 1867 года — член медицинского совета.
Деятельность Иллинского была весьма обширна. Он по праву считался одним из лучших преподавателей своего времени и был учителем многих представителей патологической анатомии в России, один из них — М. М. Руднев. Многочисленные статьи Иллинского касались многих вопросов практической медицины.